# كرنفال الصباح

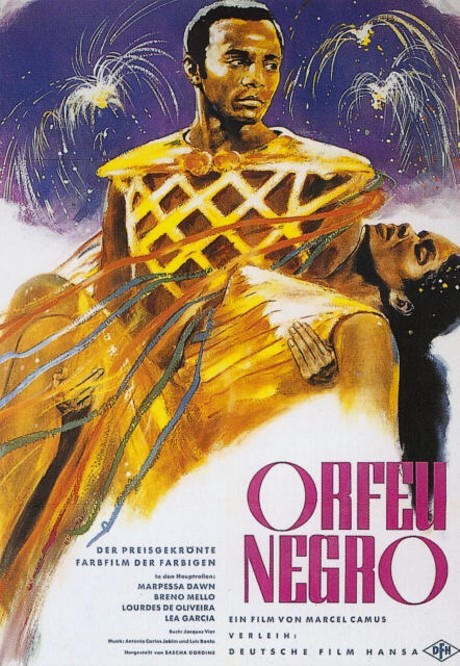

كرنفال الصباح (Manhã de Carnaval) أغنية للمؤلف والموسيقي عازف الجيتار البرازيلي لويس بونفا وتأليف الشاعر البرازيلي أنطونيو ماريا. هذه الأغنية ظهرت كموضوع رئيسي في الفيلم البرتغالي ورفيوس الأسود (فيلم) 1959 للمخرج الفرنسي مارسيل كامو. تضمن المقطع الصوتي للفيلم أيضًا أغاني أنطونيو كارلوس جوبيم وفينيسيوس دي مورايس، التي حملت اسم (Manhã De Carnaval) أي (كرنفال الصباح). تعد الأغنية من أشهر أغانيه الرومانسية، وقد غناها الكثير من المطربين في العالم، وكان أشهر من غناها المطرب الإسباني خوليو إجلسياس ، والمكسيكي لويس ميغيل.

## كلمات الأغنية
الأزرق الصباح أزرق Azul la mañana es azul
ستأتي الشمس إذا اتصلت به El sol si le llamo vendrá
سوف يتوقف في صوتي Se detendrá en mi voz
وحتى الخلود Y hasta la eternidad
في طريقه سيذهب إلى اللون الأزرق الآخر En su camino ira hacia otro azul
في وقت لاحق ، لا أعرف ما إذا كان هناك وقت لاحق Después, yo no se si hay después
إذا ما كانت الشمس ستستيقظ مرة أخرى Si el sol volverá a despertar
لأن الأغنية لا يجب أن تكون صحيحة Porque la canción no ha de ser verdad
لأنه في الكرنفال Porque en carnaval
انا ابحث عنك Es que te busco yo
على الرغم من أنك لن تكون Aunque no habrás de estar
وتكمن في صوتك باللون الأزرق Y mentira tu voz en el azul
في وقت لاحق ، لا أعرف ما إذا كان هناك وقت لاحق
Después, yo no se si hay después
إذا كانت الشمس ستستيقظ مرة أخرى Si el sol volverá a despertar
لأن الأغنية لا يجب أن تكون صحيحة Porque la canción no ha de ser verdad
لأنه في الكرنفال Porque en carnaval
القلب يغني، سبب العيش Cantara el corazón, la razón de vivir
سأغني دون أن أتكلم أو أشعر Cantara sin hablar, ni sentir